# Drasteria inepta
Drasteria inepta (tên tiếng Anh: Inept Drasteria) là một loài bướm đêm thuộc họ Erebidae. Nó được tìm thấy ở Arizona tới Texas, phía bắc đến Colorado và Utah.
Sải cánh dài 35–43 mm. Con trưởng thành bay từ tháng 4 đến tháng 8.